# Mario Pajoni
Mario R. Pajoni (ur. ? – zm. ?) – argentyński piłkarz, grający podczas kariery na pozycji pomocnika.

## Kariera klubowa
Mario Pajoni podczas piłkarskiej kariery występował w CA Platense. Ogółem w latach 1932-1939 w lidze argentyńskiej rozegrał 208 spotkań, w których zdobył bramkę.

## Kariera reprezentacyjna
W 1935 Pajoni uczestniczył w Mistrzostwach Ameryki Południowej, na których Argentyna zajęła drugie miejsce. Na turnieju w Peru był rezerwowym i nie wystąpił w żadnym meczu. Nigdy nie zdołał zadebiutować w reprezentacji Argentyny.